# Hiéroglyphe égyptien O9
Le panier sur pain dans château, en hiéroglyphes égyptiens, est classifié dans la section O « Bâtiments, parties de bâtiments etc. » de la liste de Gardiner ; il y est noté O9.

## Représentation
Il représente la combinaison entre le plan d'un château ou d'un bâtiment important (hiéroglyphe O6) encadrant un morceau de pain (hiéroglyphe X1) : (hiéroglyphe O7) et d'un panier (hiéroglyphe V30). Il est translittéré Nbt-ḥwt.

## Utilisation
| nb · t | O6 | t · pr | G7 | / | O9 |

| nb · t | O6 | t · pr | G7 | / | O9 |

| O7 |

| O7 |

| O7 |

| O7 |

| nb |

| nb |

le Wörterbuch et Nbt-ḥyt par Gardiner, la lecture ici utilisé est celle de Faulkner. Voir O6 pour la lecture de ḥwt.
Il ne doit pas être confondu avec les hiéroglyphes :
| O6 |

| O6 |

| O7 |

| O7 |

| O8 |

| O8 |

| O10 |

| O10 |